# Joseph Muller
Joseph Muller (Orschwiller, 9 de març de 1895 - Lamarche, 8 de maig de 1975) va ser un ciclista francès que va córrer durant els anys 20 del segle xx.
En el seu palmarès destaca una victòria d'etapa al Tour de França de 1923.

## Palmarès
- 1921
  - 7è a la París-Tours
- 1923
  - Vencedor d'una etapa al Tour de França
- 1924
  - 1r a la París-Nancy

## Resultats al Tour de França
- 1920. 15è de la classificació general
- 1921. 15è de la classificació general
- 1922. 16è de la classificació general
- 1923. 11è de la classificació general. Vencedor d'una etapa
- 1924. 6è de la classificació general